# Tel Aviv Pioneers 2015-2016
Questa voce raccoglie le informazioni riguardanti i Tel Aviv Pioneers nelle competizioni ufficiali della stagione 2015-2016.

## Israel Football League 2015-2016

### Stagione regolare
| 27 novembre 2015 | Tel Aviv Pioneers | 66 – 0 (8-0 30-0 14-0 14-0) | Petah Tikva Troopers | (46 spett.) |

| 11 dicembre 2015 | Tel Aviv Pioneers | 74 – 0 (22-0 36-0 8-0 8-0) | Beersheva Black Swarm | (34 spett.) |

| 18 dicembre 2015 | Haifa Underdogs | 21 – 20 (d.t.s.) (0-6 7-8 7-0 0-0 7-6) | Tel Aviv Pioneers | (27 spett.) |

| 9 gennaio 2016 | Rehovot Silverbacks | 20 – 48 (0-6 7-22 7-6 6-14) | Tel Aviv Pioneers | (33 spett.) |

| 22 gennaio 2016 | Tel Aviv Pioneers | 20 – 44 (6-0 14-24 0-14 0-6) | Judean Rebels | (56 spett.) |

| 29 gennaio 2016 | Tel Aviv Pioneers | 32 – 20 (16-6 8-14 0-0 8-0) | Ramat HaSharon Hammers | (37 spett.) |

| 11 febbraio 2016 | Jerusalem Lions | 34 – 36 (0-22 22-6 6-0 6-8) | Tel Aviv Pioneers | (41 spett.) |

| 26 febbraio 2016 | Tel Aviv Pioneers | 46 – 0 (8-0 12-0 20-0 6-0) | Haifa Underdogs | (42 spett.) |

| 12 marzo 2016 | Ramat HaSharon Hammers | 16 – 18 (0-6 16-6 0-6 0-0) | Tel Aviv Pioneers | (53 spett.) |

| 19 marzo 2016 | Judean Rebels | 38 – 16 (0-0 14-8 24-8 0-0) | Tel Aviv Pioneers | (38 spett.) |

### Playoff
| 1º aprile 2016 | Tel Aviv Pioneers | 66 – 0 (16-0 16-0 14-0 22-0) | Beersheva Black Swarm |  |

| 6 aprile 2016 | Jerusalem Lions | 12 – 16 (6-8 0-0 0-0 6-8) | Tel Aviv Pioneers | (165 spett.) |

| 14 aprile 2016 | Judean Rebels | 32 – 14 (6-14 10-0 0-0 16-0) | Tel Aviv Pioneers | (871 spett.) |

### Statistiche di squadra
| Competizione | %Vittorie | In casa | In casa | In casa | In casa | In casa | In casa | In trasferta | In trasferta | In trasferta | In trasferta | In trasferta | In trasferta | Totale | Totale | Totale | Totale | Totale | Totale |
| Competizione | %Vittorie | G       | V       | N       | P       | Pf      | Ps      | G            | V            | N            | P            | Pf           | Ps           | G      | V      | N      | P      | Pf     | Ps     |
| ------------ | --------- | ------- | ------- | ------- | ------- | ------- | ------- | ------------ | ------------ | ------------ | ------------ | ------------ | ------------ | ------ | ------ | ------ | ------ | ------ | ------ |
| Campionato   | .700      | 5       | 4       | 0       | 1       | 238     | 64      | 5            | 3            | 0            | 2            | 138          | 129          | 10     | 7      | 0      | 3      | 376    | 193    |
| Playoff      | .667      | 1       | 1       | 0       | 0       | 66      | 0       | 2            | 1            | 0            | 1            | 30           | 44           | 3      | 2      | 0      | 1      | 96     | 44     |
| Totale       | .692      | 6       | 5       | 0       | 1       | 304     | 64      | 7            | 4            | 0            | 3            | 168          | 173          | 13     | 9      | 0      | 4      | 472    | 237    |